# Monilispira circumcincta
Monilispira circumcincta é uma espécie de gastrópode do gênero Monilispira, pertencente a família Pseudomelatomidae.